# Jariri
 (décembre 2021).
La mise en forme du texte ne suit pas les recommandations de Wikipédia : il faut le « wikifier ».
Les points d'amélioration suivants sont les cas les plus fréquents. Le détail des points à revoir est peut-être précisé sur la page de discussion.
- Les titres sont pré-formatés par le logiciel. Ils ne sont ni en capitales, ni en gras.
- Le texte ne doit pas être écrit en capitales (les noms de famille non plus), ni en gras, ni en italique, ni en « petit »…
- Le gras n'est utilisé que pour surligner le titre de l'article dans l'introduction, une seule fois.
- L'italique est rarement utilisé : mots en langue étrangère, titres d'œuvres, noms de bateaux, etc.
- Les citations ne sont pas en italique mais en corps de texte normal. Elles sont entourées par des guillemets français : « et ».
- Les listes à puces sont à éviter, des paragraphes rédigés étant largement préférés. Les tableaux sont à réserver à la présentation de données structurées (résultats, etc.).
- Les appels de note de bas de page (petits chiffres en exposant, introduits par l'outil «  Source ») sont à placer entre la fin de phrase et le point final[comme ça].
- Les liens internes (vers d'autres articles de Wikipédia) sont à choisir avec parcimonie. Créez des liens vers des articles approfondissant le sujet. Les termes génériques sans rapport avec le sujet sont à éviter, ainsi que les répétitions de liens vers un même terme.
- Les liens externes sont à placer uniquement dans une section « Liens externes », à la fin de l'article. Ces liens sont à choisir avec parcimonie suivant les règles définies. Si un lien sert de source à l'article, son insertion dans le texte est à faire par les notes de bas de page.
- La présentation des références doit suivre les conventions bibliographiques. Il est recommandé d'utiliser les modèles {{Ouvrage}}, {{Chapitre}}, {{Article}}, {{Lien web}} et/ou {{Bibliographie}}. Le mode d'édition visuel peut mettre en forme automatiquement les références.
- Insérer une infobox (cadre d'informations à droite) n'est pas obligatoire pour parachever la mise en page.

Pour une aide détaillée, merci de consulter Aide:Wikification.
Si vous pensez que ces points ont été résolus, vous pouvez retirer ce bandeau et améliorer la mise en forme d'un autre article.
 (décembre 2021).
Jariri est le nom donné à une école éphémère de fiqh dérivée des travaux d'al-Tabari, le savant musulman persan des IXe et Xe siècles à Bagdad. Bien qu'il ait finalement disparu, le madhhab d'al-Tabari a prospéré parmi les oulémas sunnites pendant deux siècles après sa mort.

## Des principes
Le conférencier de l'Université d'Oxford Christopher Melchert décrit l'école Jariri comme semi-rationaliste, similaire à l'école Shafi'i. Il partageait également des caractéristiques avec l'école Ẓāhirī en plus des Shafi'is.
Les historiens musulmans et les juristes ont émis l'hypothèse que l'une des principales racines d'une telle vision anti-rationaliste, traditionaliste et orientée hadith provenait historiquement d'un Compagnon du Prophète nommé Zubayr ibn al-Awwam, qui a été partagé par de nombreux érudits influents de l'histoire qui ont même atteint le rang de Mujtahid (savants qui ont permis d'ouvrir leur propre Madhhab en raison de l'immensité de leurs connaissances) tels que Shafiite Ibn Kathir, Hanbalite Ibn Taymiyyah, Ibn Hazm, Bukhari indépendant Madhhab, et Zahiri Maddhab savants.
L'école Jariri était fréquemment en conflit avec l'école Hanbali d'Ahmad Ibn Hanbal. L'école Jariri était remarquable pour ses attitudes libérales envers le rôle des femmes ; les Jariri, par exemple, soutenaient que les femmes pouvaient être juges et pouvaient conduire les hommes dans la prière. Un conflit a également été constaté avec l'école Hanafi sur la question de la préférence juridique, que l'école Jariri a sévèrement censurée.
Celle d'Al-Tabari était caractérisée par de fortes tendances scripturales. Il apparaît, comme Daoud el-Zahiri, restreindre historiquement le consensus, le définissant comme la transmission par de nombreuses autorités de rapports sur lesquels les Sahaba s'accordent à l'unanimité. Comme Daoud el-Zahiri, il a également estimé que le consensus doit être lié à un texte et ne peut pas être basé sur une analogie juridique.

## Les références
1. ↑  (en) Jonathan A. C. Brown, Misquoting Muhammad : the challenge and choices of interpreting the Prophet's legacy, Londres, Oneworld Publications, 2014 (ISBN 978-1780744209, lire en ligne), 193
« Although it eventually became extinct, Tabari's madhhab flourished among Sunni scholar for two centuries after his death. »
2. ↑  Christopher Melchert, The Formation of the Sunni Schools of Law, 9th-10th Centuries C.E., pg. 69-70, 74-76, 80 and 83-86. Taken from Studies in Islamic Law and Society, Vol. 4. Leiden: Brill Publishers, 1997.
3. ↑  Stewart, Tabari, pg. 339.
4. ↑  (en) Barbara Freyer Stowasser, Women in the Qur'an, Traditions, and Interpretation, Oxford University Press, 1996, 9 p. (ISBN 978-0-19-976183-8, lire en ligne)
5. ↑  (en) Aaron Spevack, The Archetypal Sunni Scholar : Law, Theology, and Mysticism in the Synthesis of al-Bajuri, Albany (N. Y.), SUNY Press, 2014, 129–130 p. (ISBN 978-1-4384-5371-2, lire en ligne)
6. ↑  Lucas 2006, p. 290–292, 303
7. ↑  Stewart 2002, p. 99-158
8. ↑  Devin J. Stewart, "Muhammad b. Dawud al-Zahiri's Manual of Jurisprudence." Taken from Studies in Islamic Law and Society Volume 15: Studies in Islamic Legal Theory. Edited by Bernard G. Weiss. Pg. 135. Leiden: Brill Publishers, 2002..
9. ↑  Devin J. Stewart, "Muhammad b. Jarir al-Tabari's al-Bayan 'an Usul al-Ahkam and the Genre of Usul al-Fiqh in Ninth Century Baghdad," pg. 339. Taken from Abbasid Studies: Occasional Papers of the School of Abbasid Studies, Cambridge, 6–10 January 2002. Edited by James Montgomery. Leuven: Peeters Publishers and the Department of Oriental Studies, 2004.